# Marià Fortuny i Marsal

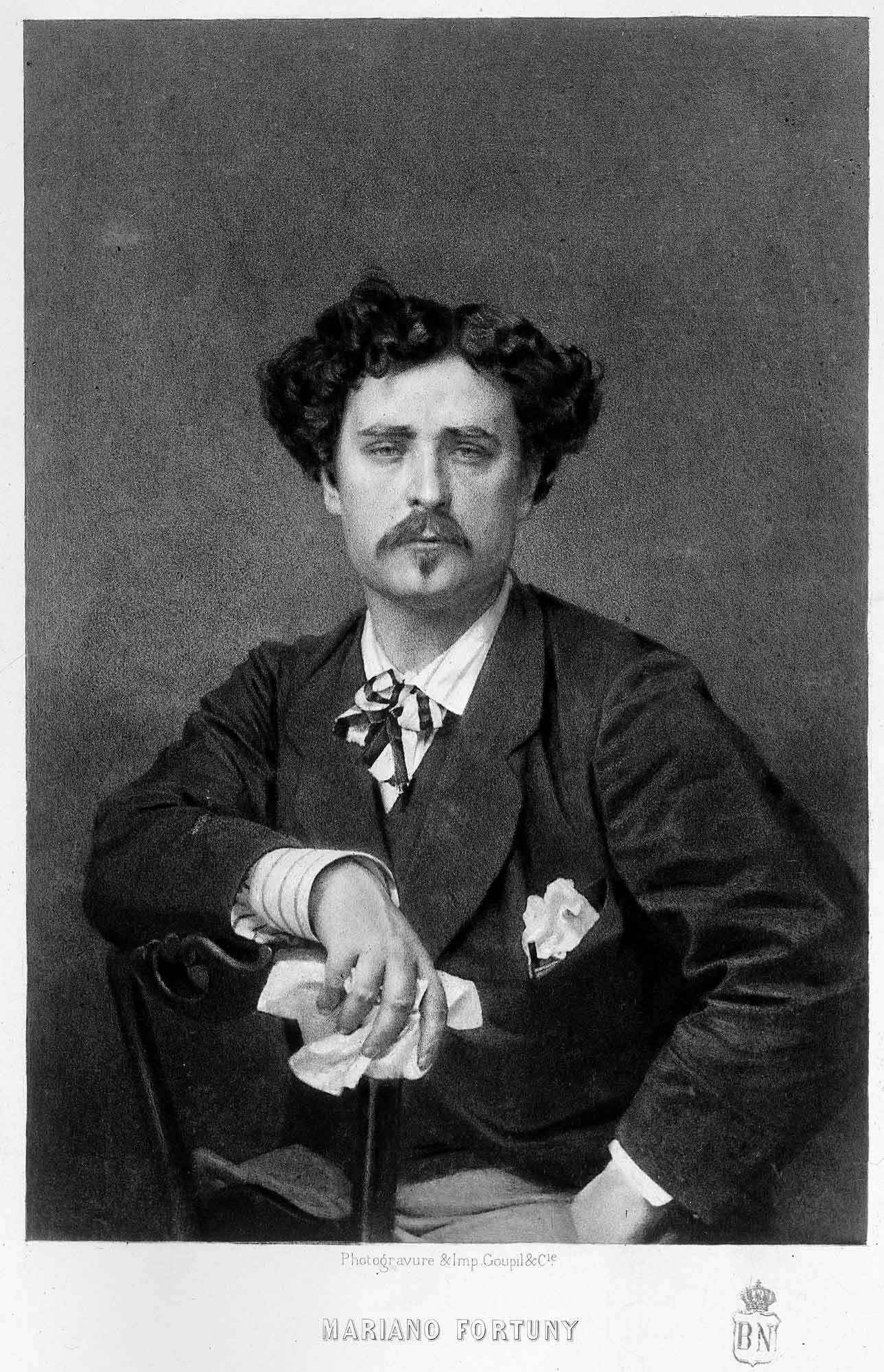
Retrato de Mariano Fortuny y Marsal

Marià Fortuny i Marsal, nome completo Mariano José Maria Bernardo Fortuny y Marsal (Reus, Espanha, 11 de junho de 1838 – Roma 21 de novembro de 1874), foi um pintor e gravador espanhol. Seu incentivador foi o avô e seu mestre, o pintor Domènec Soberano. Considerado com Eduardo Rosales, como um dos pintores espanhóis mais importantes do século XIX depois de Goya.

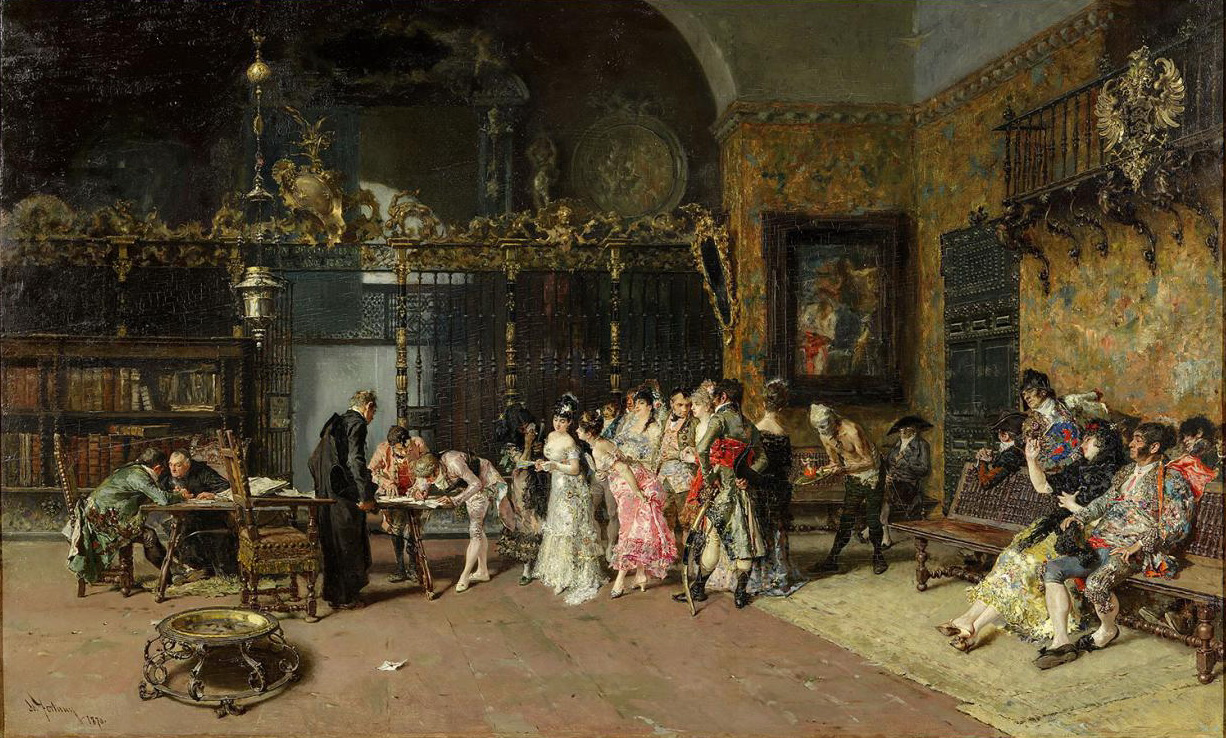
Foto do quadro "La Vicaria"

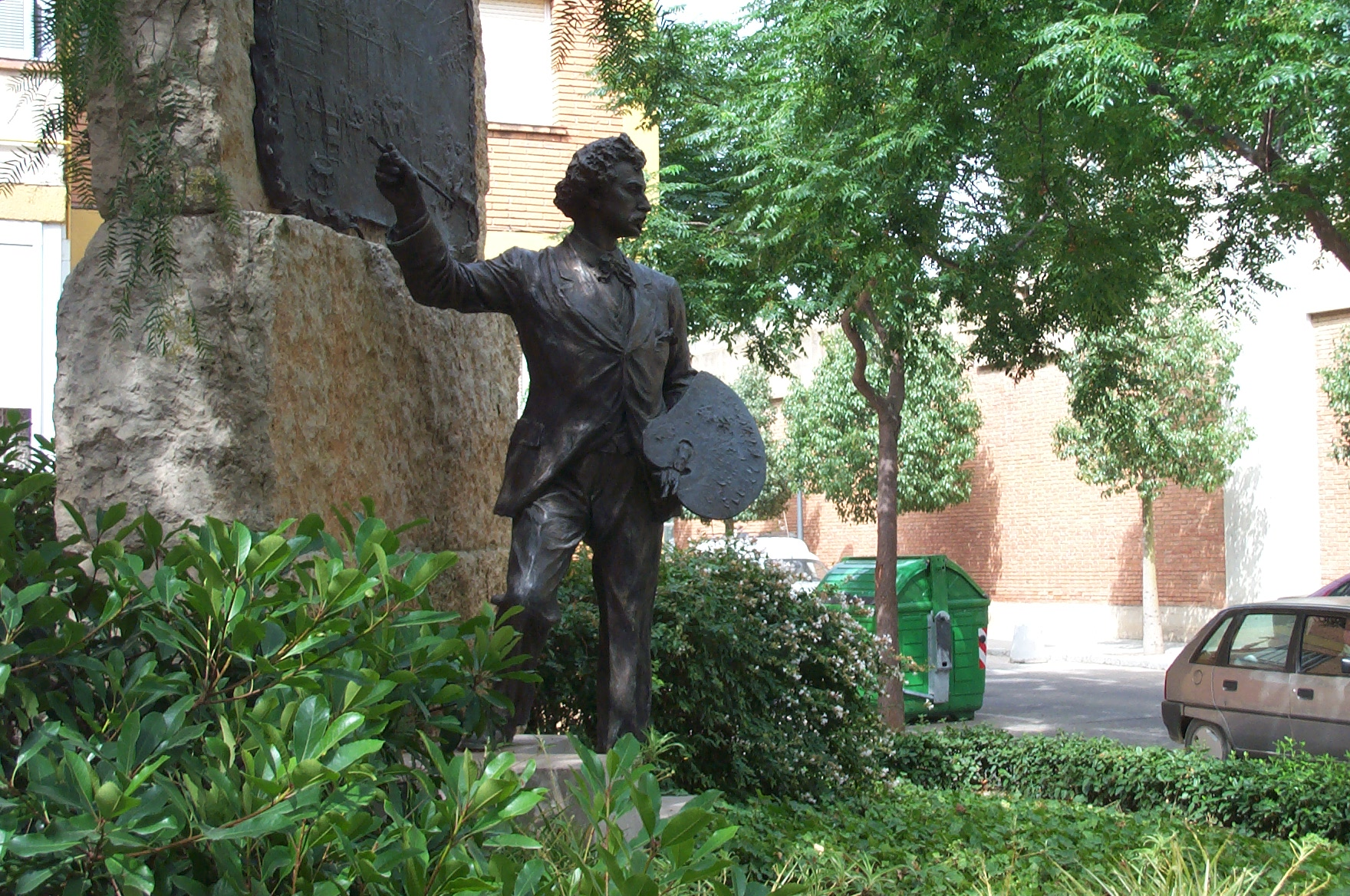
Monumento a Fortuny no bairro em sua homenagem em Reus

## Principais obras
- La vicaría (Museu Nacional d'Art de Catalunya)
- La batalla de Tetuan (Museu Nacional d'Art de Catalunya)
- La batalla de Wad-Ras (Museu do Prado)
- La odalisca (Museu Nacional d'Art de Catalunya)
- Askari (Biblioteca-Museu Víctor Balaguer, Vilanova i la Geltrú)
- Askari (Hispanic Society of America, Nova Iorque)
- El condesito (Il contino) (aguarela; Museu Nacional d'Art de Catalunya)
- La elección de la modelo (The Corcoran Gallery of Art, Washington)
- La matanza de los Abencerrajes (Museu Nacional d'Art da Catalunha)
- Los hijos del pintor en el salón japonés (Museu do Prado)
- Desnudo en la playa de Portici (Museu do Prado)
- Un viejo al sol (Museu do Prado)
- Jardín de la casa de Fortuny (terminado por Raimundo de Madrazo; Museu do Prado).
- Fantasia àrab
- El poeta
- Dom Quixot
- La dama de negre
- El pati de Lindaraja
- La sala dels Abencerrajes

## Curiosidades
- O seu filho Mariano Fortuny y Madrazo, ou Marià Fortuny i Madrazo, também foi um notável pintor, cenógrafo e desenhador.